# Марш верт
„Марш верт“ (на френски: Marche Verte – Зелен марш/поход) е група за висш пилотаж на Кралските военновъздушни сили на Мароко.
Създадена е през 1988 г. със заповед на крал Хасан II. Наименувана е на проведения през 1975 г. Зелен поход (Marche verte).
Първоначално групата разполага с 2 самолета CAP-231. Днес нейният флот се състои от 9 самолета CAP-232.
За групата е характерно изпълнението на номера, при които част или всички самолети са вързани помежду си с въже.